# The Uluit: Champions of the North
Pour plus de détails, voir Fiche technique et Distribution.
The Uluit: Champions of the North est un film documentaire canadien en cinq parties sur l'Uluit d'Inukjuak, une équipe de hockey sur glace féminine québécoise autochtone du village d'Inukjuak, dans le Nunavik, dans la région du Nord-du-Québec. Réalisé par Ari A. Cohen, le documentaire a été diffusé sur la chaîne de télévision canadienne autochtone APTN en janvier 2011 en langue inuktitut et en mars 2011 en anglais,. 
Le documentaire suit la vie de l'équipe durant une année, celle-ci concourant pour la Great Whale Hockey Cup féminine; il met en lumière la vie des joueuses, ainsi que le quotidien des femmes de leur famille, soit les filles, sœurs, les mères et grands-mères. Le documentaire dresse également le portrait de la vie de la communauté des Inuits du Nord-du-Québec, et des difficultés économiques et sociales auxquelles elle est confrontée au quotidien, comme l'isolement, le chômage, la vie chère,. Afin d'avoir l'entière confiance de la communauté et lever toute crainte de celle-ci lors du tournage, Ari A. Cohen a travaillé en collaboration avec Arnait Video Productions, un collectif de femmes inuits ayant produit documentaires et films sur cette communauté et auteur de Le Jour avant le lendemain, film en langue inuktitut récompensé lors du festival international du film de Toronto de 2008.
Le documentaire existe en trois formats : un format en cinq épisodes, destiné à sa diffusion sur la télévision canadienne, un format condensé sans épisodes de 95 minutes destiné à la projection du film dans les festivals, et une version courte d'une heure destinée à sa distribution à l'international. Le documentaire a reçu le soutien financier de la chaîne de télévision autochtone APTN, du fonds des médias du Canada, du fond Rogers documentaire, du fond Rogers Câble et d'aides au niveau provincial québécois et fédéral canadien. Le documentaire a été sélectionné aux Prix Gemini dans la catégorie « Meilleur documentaire ».

## Résumé des épisodes
- Épisode 1 : Sisters

Le premier épisode présente Rita, Alascie et leur grande sœur Anna. Rita et Alascie jouent dans l'équipe de hockey féminin de l'Uluit d'Inukjuak, Rita occupant le poste de capitaine et Alascie celui de capitaine adjoint, et Anna soutient ses deux sœurs en tant que supporter de l'équipe. Alascie qui travaille à la cafétéria de l'école du village. Anna témoigne à propos de l'histoire familiale, et évoque l'histoire de sa fille Rita Lucy, ancienne joueuse de l'équipe, condamnée à plusieurs mois de prison.
- Épisode 2 : Mothers and Babies

La deuxième partie du documentaire brosse le portrait de Brenda, l'une des premières sages-femmes inuit du Nunavik. Laura est une joueuse qui a été contrainte d'abandonner en raison de la grossesse de son troisième enfant. L'équipe organise une cérémonie pour l'une de leurs anciennes équipières, décédée tragiquement dans un incendie,. La fin du reportage est consacrée à la sortie de prison de Rita Lucy.
- Épisode 3 : Modern Times
- Épisode 4 : I am Proud, I am Young
- Épisode 5 : The Great Whale Cup

## Fiche technique
- Photographie : Paul Rickard et Ari A. Cohen
- Son : Nick Huard
- Montage : Jeremiah Hayes et Jesse Bochner
- Production : Ari A. Cohen et Marie-Hélène Cousineau
- Société de distribution : VTape
- Langue : anglais, inuktitut

## Diffusion et projection
Le documentaire été diffusé à la télévision et projeté, sous une forme condensée de 95 minutes, dans des festivals de cinéma. Il a d'abord été diffusé à la télévision canadienne sur la chaîne de télévision autochtone APTN. Il a été diffusé à partir du 6 janvier en version inuktitut, et à partir du 7 mars 2011 en version anglaise, à raison d'un épisode par semaine. Plusieurs rediffusions de la série des cinq épisodes ont été programmées, dont l'une du 11 avril au 10 mai 2011 et l'autre du 18 mai au 18 juin 2011.
Il a également été projeté le 5 août 2011, dans le cadre du festival Présence autochtone de la ville de Montréal, au Québec,.